# Галифакс (Массачусетс)
Галифакс (англ. Halifax) — город в округе Плимут, штат Массачусетс, США. По переписи населения 2020 года в городе проживает 7749 человек.

## География
Город расположен в восточной части округа. Ближайший город — Броктон, расположен в 16,5 км к северо-западу.
Средняя годовая температура — 10 °C. Самый тёплый месяц — июль, 21 °C, а самый холодный — январь, –4 °C. Среднее количество осадков составляет 1433 миллиметра в год. Самый влажный месяц — декабрь, в котором выпадает 197 миллиметров осадков, а самый сухой — сентябрь, в котором выпадает 77 миллиметров.
Высота города составляет 25 метров над уровнем моря.

## История
Галифакс был основан в 1669 году. Население города занималось изначально лесозаготовками и сельским хозяйством. Он был официально отделён от города Плимптон в 1734 году, получив название от города Галифакс в английском графстве Уэст-Йоркшир. В городе началось производство клюквы, изготовление железных печей и шерсти.
В XIX веке в городе была построена железная дорога, ведущая к берегам Силвер-Лейк и пруда Монпонсетт.